# Batalla de Towton
La batalla de Towton fue un enfrentamiento militar librado en el contexto de la guerra de las Dos Rosas el 29 de marzo de 1461 en la aldea homónima en Yorkshire. Es considerada la más grande y sangrienta batalla librada en el territorio inglés.

## Historia
De acuerdo a los cronistas, más de 50 000 a 75 000 hombres lucharon en medio de una tormenta de nieve durante dicho día, un Domingo de Ramos. Un boletín publicado una semana después declaró que 28 000 hombres murieron en total durante el combate. Estimaciones modernas rebajan la cifra de fallecidos a 9000.
Fue parte del conflicto entre Eduardo IV y Enrique VI por el trono inglés.
Fuentes contemporáneas al conflicto describieron al rey Enrique VI como un hombre pacífico y piadoso, demasiado para los tiempos de guerras civiles en los que hubo de gobernar. Además, sufría de constantes episodios de locura, teniendo que relegar buena parte de sus responsabilidades en su esposa, Margarita de Anjou, lo que contribuyó a su propia caída. Su débil régimen animó a los nobles ambiciosos a intentar dominarlo, sumado a las derrotas en la guerra de los 100 años, la cual el rey quería finalizar bajo la influencia de su esposa (de origen francés) Margarita de Anjou, al contrario parte de la nobleza quería continuar la guerra con Francia y vieron la oportunidad de continuarla al apoyar la pretensión al trono de Ricardo, Duque de York, cuya casa tenía más derecho al trono de Inglaterra que los Lancaster, moldeando las tensiones de una crisis dinastíca que finalmente luego de que el rey despidiese a York como lord protector llevó a una guerra civil entre los partidarios de la (Casa de Lancaster) y los de la Casa de York, liderada por Ricardo de York.
Después de que los norteños capturaran a Enrique VI, el Parlamento inglés aprobó una Acta de Acuerdo en la que se instalaba a la línea de York en el trono. Sin embargo, la reina Margarita se negó a aceptar que su hijo Eduardo de Westminster, príncipe de Gales perdiera sus derechos y con el apoyo de los Lancaster se alzó en armas.
Ricardo de York murió en la batalla de Wakefield y sus derechos, títulos, influencias así como su reclamo al trono pasaron a su hijo Eduardo de York. Muchos nobles, que se habían negado a apoyar a Ricardo de York, tras estos sucesos consideraron que los Lancaster habían incumplido la ley y colaboraron con Eduardo de York, quien, gracias a un acuerdo legal, denunció al rey Enrique VI y se proclamó monarca. De esta manera la batalla de Towton se tornaría clave para decidir quién habría de ostentar el trono inglés. 
Al llegar al campo de batalla, los norteños se vieron en amplia inferioridad numérica, ya que no habían llegado aún las tropas del duque de Norfolk. Uno de sus comandantes, el Barón Fauconberg, aprovechando que la dirección del viento les era favorable y daba mayor alcance a los arqueros norteños, forzó a los sureños a abandonar sus sólidas posiciones defensivas provocando un feroz choque cuerpo a cuerpo. Tras varias horas de combate en las que ambos bandos quedaron agotados, llegaron finalmente las tropas de Norfolk, lo que concedió la victoria de los norteños.
La Casa de Lancaster perdió gran parte de su poder e influencias tras la derrota, Enrique VI tuvo que exiliarse y muchos de sus aliados murieron o le acompañaron al exilio hasta que volvió a ser capturado por los Yorkistas mientras su esposa e hijo huyeron a Francia. Eduardo IV, por su parte, gobernó por nueve años de inestabilidad y conflictos militares contra su hermano: Jorge de Clarence y su mano derecha: Richard Neville los cuales tuvieron que exiliarse a Francia y aliarse con Margarita de Anjou para deponer a los York, liberando a Enrique VI quien tuvo unos meses de segundo reinado hasta el cambio de bando de Jorge de Clarence y el retorno de Eduardo IV del exilio lo que fue decisivo para las derrotas y muertes de Neville y Eduardo Lancaster en las batallas de Barnet y Twekesbury.